# Onirismo
El onirismo (griego “sueño” y “doctrina”) es una actividad mental que se manifiesta en un síndrome de confusión que está especialmente caracterizado por alucinaciones visuales, que pueden indicar una disolución parcial o completa con la conciencia o la realidad.

## Factores y características
El onirismo se caracteriza usualmente por alucinaciones visuales, pero puede también acompañarse de las que envuelven el sentido del tacto y en muy contadas ocasiones también incluye alucinaciones auditivas. Existen combinaciones más complejas de onirismo formadas por las alucinaciones que envuelven varios sentidos, a las que se les denomina con el término de "delirio onírico".[cita requerida]
El onirismo es causado con frecuencia por factores fisiopatológicos como las indigestiones, el cansancio mental o físico, que puede incluir una combinación de ambos factores. La tensión nerviosa, el uso y el abuso de alucinógenos, estupefacientes, ansiolíticos, antidepresivos, barbitúricos y el Alcohol, así como también la fiebre muy alta, y/o enfermedades crónicas que degeneran en muchos estados patológicos que empeoran en un cuadro de delirio onírico.[cita requerida]

## Psicosis
El onirismo también es vinculado con las psicosis tributarias causadas por muchos factores entre los cuales figuran:[cita requerida]
- Alcoholismo crónico y otras intoxicaciones o toxicomanías
- Infecciones por efecto de envenenamiento
- Cuadros epilépticos y fúnebres
- Por diversos procesos de deficiencia orgánica cerebral
- Por desórdenes circulatorios generados por hemorragias del aparato digestivo

## Aplicado al Arte
Cabe mencionar que el término onirismo puede ser visto y analizado desde una perspectiva artística. De esta manera puede inclusive considerársele como un proceso de abstracción y de síntesis, en la que el artista es estimulado por la realidad, que internaliza escogiendo (arbitraria o heurísticamente), ciertos detalles o eventos externos a él o ella, los cuales estudia, recuerda, de alguna manera los pondera o atesora y finalmente plasma en su obra para compartirlos con los demás.[cita requerida]
El artista utiliza y se sirve para interpretar sus sueños o alucinaciones oníricas, de alusiones, símiles, metáforas, señas y símbolos. 
En los casos específicos: cuando se usan palabras, entonces es Onirismo Literario; cuando se usan imágenes entonces es Onirismo Pictórico; cuando se usan formas tangibles (escultura, joyería, danza, ballet), es Onirismo Plástico.[cita requerida]

## Sueños lúcidos
Los onironautas son las personas que cobran un estado de conciencia similar al de la vigilia mientras sueñan (a este tipo de sueños se le conoce como sueño lúcido), permitiéndoles reconocer el estado de sueño como tal y experimentarlos con un mayor grado de control, así como recordarlos más claramente al despertar. 
La mayoría de los seres humanos experimenta dichos sueños lúcidos espontáneamente en algún momento de sus vidas (especialmente en la niñez y adolescencia), aunque son numerosas las personas que mantienen esta habilidad de forma diaria o casi durante toda su vida. Con regularidad pueden incluso llegar a sorprenderse cuando se percatan de que no toda la población comparte dicha característica. 
Los denominados onironautas pueden provocar dicho estado con diversos métodos de eficacia variable dependiendo en gran medida de la persona que los pone en práctica y del método empleado en concreto.
Vanesa Labian: Estudio científico para provocar el estado de sueño lúcido
Un sueño lúcido es un sueño en el cual el soñador se da cuenta de estar soñando. Este tipo de sueño se puede dar de forma espontánea o bien ser inducido por determinadas prácticas y ejercicios.

## Citas populares
"Los sueños, siendo una gran reserva de conocimiento y experiencia, son a menudo no considerados en su cualidad de vehículos para explorar la realidad"
Tarthang Tulku Rinpoche

"Siempre reconoce la cualidad onírica de la vida, reduciendo el apego y la aversión. Practica la amabilidad con todos los seres. Se amable y compasivo, sin importar que te hagan los demás a ti; lo que te hagan no va a importar mucho si miras todos como un sueño. El truco es tener una intención positiva durante el sueño. Este es el punto esencial, esto es la verdadera espiritualidad"
Chakdud Tulku Rinpoche

"Todo lo que vemos no es sino un sueño dentro de un sueño"
Edgar Allan Poe

"Que el dormir sea en sí mismo un ejercicio en la piedad, ya que tal como lo son nuestra vida y conducta, por necesidad también lo son nuestros sueños"
San Basilio